# آنا مارتون
آنا مارتون (انگلیسی: Anna Márton؛ زادهٔ ۳۱ مارس ۱۹۹۵) شمشیرباز اهل مجارستان است.